# Cronologia della città di Siracusa
Cronologia della città di Siracusa secondo gli eventi principali della sua storia.
| Fondazione della colonia greca | Fondazione della colonia greca |
| --- | --- |
| 734 a.C. | Presunta fondazione di Siracusa ad opera di un gruppo di Corinzi guidati da Archia assieme al poeta Eumelo di Corinto. |
| 664 | Fondazione della prima colonia siracusana, Akrai |
| 643 | Fondazione di Casmene come avamposto militare sul monte Lauro. |
| 598 | Fondazione di Kamarina nell'attuale provincia di Ragusa |
| 553 | Kamarina si rende indipendente grazie a una ribellione sostenuta dai siculi |
| I primi tiranni | |
| 485 | Gelone, tiranno di Gela, conquista Siracusa e diviene a sua volta il primo tiranno della città. In quello stesso anno distrugge Kamarina e deporta la popolazione. |
| 481 | Gelone conquista Megara Hyblaea. |
| 480 | Gelone guida Siracusa verso la vittoria nella battaglia di Imera contro i cartaginesi. In conseguenza di ciò verrà poi costruito il tempio di Athena. |
| 478 | Morte del tiranno Gelone, gli succede il fratello Gerone I |
| 476 | Gerone I vince i giochi olimpici alla quadriga. riporterà altre vittorie anche nel 472 e nel 468 a.C. |
| 474 | Gerone I guida la flotta siracusana alla vittoria nella battaglia di Cuma contro gli etruschi, assestando un colpo decisivo alle loro mire espansionistiche nel Mar Tirreno |
| 466 | Muore Gerone e gli succede Trasibulo. |
| 465 | A causa del potere dispotico di Trasibulo i siracusani si ribellano mandandolo in esilio, nasce così un governo democratico. |
| Il periodo democratico | |
| 452 | Ducezio dichiara guerra a Siracusa, la quale si allea con Akragas. |
| 450 | Ducezio viene sconfitto a Motyon e fatto prigioniero verrà poi mandato in esilio a Corinto. |
| 430 | Nasce il filosofo Filisto |
| 415 | Nell'estate di quell'anno inizia la guerra contro Atene che attaccherà Siracusa in quella che verrà definita Spedizione ateniese in Sicilia. |
| 414 | Siracusa viene posta sotto assedio da Atene, ponendola in una condizione di estrema difficoltà. |
| 413 | Grazie all'intervento del generale spartano Gilippo le sorti della guerra si capovolgono e la città riesce a sconfiggere gli ateniesi grazie alla battaglia dell'Asinaro |
| 412 | Siracusa invia un corpo di spedizione a Sparta, impegnata nella guerra del Peloponneso, con a capo Ermocrate. Nello stesso tempo Diocle diviene a capo del governo della città intraprendendo una serie di riforme democratiche. |
| 409 | Diocle intraprende una battaglia contro i Cartaginesi ad Himera, commettendo un grave errore determina la conquista della città e per questa ragione l'anno successivo venne bandito da Siracusa. |
| 406 | Dopo la caduta di Akragas nelle mani dei Cartaginesi i generali agrigentini e il generale siracusano Dafneo, vennero processati a Siracusa e accusati di alto tradimento. Durante il processo si mise in luce un giovane promettente oratore Dionisio. |
| L'epoca dei Dionigi | |
| 405 | Sale al potere come tiranno Dionisio I dopo essere diventato, per meriti militari, strategòs autokràtor. |
| 402 | Vengono costruite a tempo di record le cosiddette mura dionigiane attorno a Siracusa e migliorato il Castello Eurialo. |
| 397 | Siracusa viene messa sotto assedio dai Cartaginesi. |
| 394 | Secondo un decreto ateniese Dionisio I viene definito come "arconte di Sicilia" |
| 388 | Primo viaggio di Platone a Siracusa |
| 387 | Fondazione della colonia di Ancona |
| 385 | Fondazione della colonia di Adria |
| 384 | Fondazione della città di Pharos nell'attuale Croazia |
| 367 | Morte di Dionisio I cui succede Dionisio II |
| 364 | Secondo viaggio di Platone a Siracusa |
| 361 | Terzo ed ultimo viaggio di Platone a Siracusa |
| 357 | Inizia la Guerra civile di Siracusa a causa del conflitto tra Dione e Dionisio II, quest'ultimo è costretto a fuggire dalla città. |
| 356 | Morte di Filisto, storico e militare al servizio dei due Dionisi |
| 347 | Dionisio II si riprende il trono della polis |
| 344 | Fine della tirannide di Dionisio II cui succede Timoleonte |
| L'epoca di Timoleonte | |
| 343 | Muore in esilio a Corinto Dionisio II Siracusa viene assediata da Iceta di Leontini alleatosi con i Cartaginesi. |
| 342 | Timoleonte conquista le città di Engyon e Apollonia mandando in esilio Leptine. |
| 341 | Vittoria di Timoleonte contro i Cartaginesi nella battaglia di Crimiso. |
| 338 | Trattato di pace tra i siracusani e i cartaginesi. |
| 335 | Morte di Timoleonte cui succede Sosistrato a capo di un governo oligarchico. |
| Il regno di Agatocle | |
| 316 | Agatocle prende il potere diventando tiranno della città attraverso la guerra civile. |
| 311 | Inizia l'assedio della città da parte dei cartaginesi che durerà sino al 309. |
| 310 | Agatocle fuggito da Siracusa a causa dell'assedio attacca i cartaginesi in Africa. |
| 309 | Termina l'assedio cartaginese sulla città. |
| 306 | Agatocle si fregia del titolo di basileus per governare la Sicilia. |
| 289 | Muore Agatocle e inizia un periodo di anarchia. |
| Le tirannidi dopo Agatocle | |
| 288 | Iceta prende il potere divenendo il nuovo tiranno. |
| 287 | Nascita dello scienziato e matematico Archimede. |
| 279 | Iceta viene mandato in esilio e al suo posto sale al potere Tinione |
| 278 | I siracusani chiedono l'intervento di Pirro contro le minacce dei cartaginesi, offrendo la corona della città. |
| Le ultime tirannidi | |
| 270 | Sale al potere Ierone II |
| 262 | Ierone II invia dei mezzi a sostegno delle legioni romane durante la battaglia di Agrigento. |
| 248 | Stipula di un trattato tra Roma e Siracusa che pone le due potenze come alleate. |
| 240 | Su richiesta di Ierone II viene costruita da Archia di Corinto, dietro il progetto di Archimede, la Siracusia e successivamente inviata ad Alessandria d'Egitto. Gelone II diviene co-regnante assieme al padre Ierone II. |
| 226 | Ierone II invia degli aiuti alla città di Rodi colpita da un forte terremoto. |
| 216 | Muore l'amato figlio di Ierone II, Gelone. |
| 215 | Muore Ierone II e gli succede suo nipote Geronimo. Il suo regno dura appena 13 mesi. |
| 214 | Prende il potere Adranodoro per appena un anno cui succederanno Ippocrate e il figlio Epicide. Si rompono i rapporti con Roma che avvia l'assedio della città ad opera di Claudio Marcello. |
| 212 | Siracusa capitola per un tradimento al suo interno, termina la sua storia greca e inizia l'epoca romana. |
| L'epoca romana | |
| 75 | Marco Tullio Cicerone visita la città e riscopre, coperta dai rovi la tomba di Archimede. |
| 73 | Gaio Licinio Verre diviene propretore di Sicilia, Siracusa viene depredata di tutti i preziosi posseduti. |
| 61 d.C. | L'apostolo Paolo di Tarso, nel suo viaggio per raggiungere Roma si ferma tre giorni in città fondando la prima comunità cristiana. |
| 304 | il 13 dicembre viene martirizzata Lucia, che diverrà patrona della città. |
| Caduta dell'impero romano e invasioni barbariche | |
| 535 | Il generale bizantino Belisario conquista la città strappandola al dominio degli Ostrogoti e viene accolto come un liberatore. |
| 549 | Il re dei Goti Totila cinge d'assedio Siracusa, la mancata conquista della città favorirà poi il dominio bizantino. |
| Periodo bizantino | |
| 663 | Costante II trasferisce la capitale dell'impero bizantino a Siracusa. |
| 668 | Il 15 settembre l'imperatore bizantino Costante II viene assassinato presso le Terme di Dafne. |
| 768 | Sale al soglio pontificio Stefano III unico papa siracusano. |
| 827 | Primo tentativo di conquista araba della città mediante un assedio. |
| 878 | Al secondo assedio il 21 maggio la città cade sotto le mani degli arabi. |
| 1086 | I normanni assediano e poi conquistano Siracusa. |
| | |
| 1140 | Terremoto |
| 1205 | La Repubblica di Genova conquista la città. |
| 1209 | Prima visita de re Federico II |
| 1220 | Seconda visita dell'imperatore Federico II |
| 1223 | Terza visita dell'imperatore Federico II |
| 1224 | Federico II soggiorna per un'intera estate |
| 1232 | Ultima visita di Federico II |
| 1239 | Viene completata la costruzione del Castello Maniace |
| 1282 | Anche a Siracusa scoppiano i vespri siciliani, la città scaccia gli Angioini. |
| | Il trecento |
| 1302 | Siracusa divenne sede delle regine del Regno di Sicilia, e da queste venne per lungo tempo governata. |
| 1361 | Istituzione della Camera reginale. |
| 1365 | La famiglia nobiliare dei Bellomo acquista l'edificio di Palazzo Bellomo sede dell'attuale museo. |
| 1397 | Viene costruito il Palazzo Montalto in Ortigia. |
| 1536 | La camera reginale viene abolita. |
| 1542 | Terremoto |
| 1576 | 16 novembre il senato di Siracusa aveva votato la concessione a Don Pietro Maria Gaetani, Barone di Sortino, dell'uso esclusivo delle acque che gli consentiva il diritto di proibire l'utilizzo a terzi. |
| Il seicento | |
| 1609 | Caravaggio fugge da Malta e sbarca a Siracusa ospite del pittore siracusano Mario Minniti |
| 1626 | Giuseppe Bonanno, principe di Linguaglossa fonda il borgo agricolo di Belvedere, oggi frazione di Siracusa. |
| 1678 | Siracusa si trasforma in "piazza d'armi" attraverso lavori di fortificazione. |
| 1693 | La Sicilia sud orientale viene colpita dal disastroso terremoto che distrugge buona parte degli edifici cittadini. |
| | Il Settecento |
| 1722 | Le monache del monastero di San Benedetto acquistano l'attiguo palazzo Bellomo. |
| 1760 | La prima segnalazione della presenza del papiro nel fiume Ciane risale al 26 marzo 1760 da una lettera scritta dall'abate Salvatore Di Blasi allo studioso siracusano Cesare Gaetani, con la quale il Di Blasi ringraziava lo stesso per la splendida gita sul fiume per vedere i papiri. Successivamente l'interesse turistico verso questa pianta siracusana andrà diffondendosi tra i viaggiatori.                                                                                           |
| 1767 | Johann Hermann von Riedesel, diplomatico tedesco visita Siracusa. |
| 1777 | Arriva un viaggiatore d'eccezione, Jean Houel il quale esegue una serie di incisioni dei monumenti antichi della città permettendo così anche la loro riscoperta. |
| 1779 | Sbarca per due settimane Ippolito Pindemonte che visiterà la città assieme ad un giovane Tommaso Gargallo con cui suggellerà una duratura amicizia |
| 1780 | Il vescovo Alagona inaugura il Museo del Seminario |
| 1798 | La squadra navale dell'ammiraglio Orazio Nelson sosta nel porto di Siracusa |
| L'Ottocento | |
| 1806 | Il 25 aprile Ferdinando I di Borbone visita la città e sosta presso i baroni del Palazzo Beneventano |
| 1808 | Nasce il Museo Civico presso l'Arcivescovado, nucleo fondante di quello che sarà il museo archeologico della città. |
| 1835 | Durante una visita a Siracusa, a causa di una febbre di colera muore all'interno di una locanda al numero 5 di via Amalfitania in Ortigia il poeta August von Platen-Hallermünde. |
| 1837 | La diffusione del colera e le dicerie sulla sua presunta diffusione provocano una rivolta antigovernativa, decretando una pesante punizione alla città: lo spostamento del capoluogo a Noto.Il 13 agosto l'alto commissario Del Carretto, fece arrestare e fucilare in piazza Duomo, a Siracusa, alcuni fra i più accesi cospiratori, fra cui Mario Adorno |
| | |
| | Periodo unitario |
| 1860 | Il 1º agosto i garibaldini arrivarono a Siracusa decretando il passaggio della città sotto il controllo di Garibaldi. |
| 1865 | Siracusa riacquista il proprio ruolo di capoluogo |
| 1866 | A causa delle leggi italiane sull'esproprio dei beni della Chiesa, una serie di edifici e chiese siracusane passano in mano allo Stato tra cui Palazzo Bellomo. |
| 1870 | Vengono abbattute le mura che la cingono interamente e viene costruito il ponte che collega l'isola alla terraferma |
| 1871 | Inizia la costruzione della ferrovia, con la stazione centrale situata a est della città |
| 1872 | Nasce l'attuale piazza Archimede, a seguito di un intervento di sventramento. Il 14 marzo viene posta la prima pietra per la costruzione del Teatro Comunale. |
| 1878 | Grazie al Decreto Regio del 17 giugno viene sancita la nascita del Museo Archeologico Nazionale di Siracusa |
| 1886 | Viene inaugurato il Museo Archeologico Nazionale di Siracusa a piazza Duomo. |
| 1892 | viene inaugurata la stazione marittima di Siracusa |
| 1893 | Dopo un viaggio di Algeria lo scrittore André Gide visita la città |
| 1896 | Il 7 aprile attracca al porto lo yacht Hohenzollern con Guglielmo II di Germania che in occasione del primo centenario della morte di August von Platen-Hallermünde assiste alla posa di una lapide commemorativa in via Amalfitania. |
| 1897 | Il 15 maggio viene inaugurazione il Teatro comunale con la prima del Faust di Gounod. |
| 1901 | Palazzo Bellomo viene ceduto all'amministrazione delle Belle Arti per il restauro dell'edificio. |
| 1910 | Il 17 settembre giunge in città Sigmund Freud il quale soggiornerà presso l’Hotel des Étrangers |
| Regno d'Italia istituisce a Siracusa la Tappa coloniale; un ufficio militare per l'invio di soldati in Africa, dipendente dal Deposito centrale Truppe Coloniali con sede a Napoli | |
| 1915 | Il 19 luglio viene inaugurato il primo tratto della ferrovia Siracusa-Vizzini sino a Solarino |
| | Ventennio fascista e seconda guerra mondiale |
| 1921 | Il 18 aprile Filippo Tommaso Marinetti arriva a Siracusa per l'apertura della nuova stagione delle rappresentazioni classiche al Teatro Greco. |
| 1924 | Il 13 agosto Benito Mussolini giunge a Siracusa a seguito di un tour propagandistico nell'isola, tenendo un comizio a piazza Duomo. |
| 1933 | Nel 1933 il re Vittorio Emanuele III si recò in visita a Siracusa facendo uso del trenino che da Siracusa conduceva a Vizzini attraversando la necropoli di Pantalica. |
| 1937 | Il 13 agosto Benito Mussolini torna in città |
| 1943 | Il 28 febbraio il sommergibile francesePhoque, catturato dalla Regia Marina e indicato come FR 111, viene intercettato e mitragliato affondando al largo di Capo Murro di Porco facendo morire 18 militari. Nella notte tra il 9 e il 10 luglio i soldati della 1ª brigata britannica atterrano sulla città con degli alianti conquistandola in poche ore nel corso dell'Operazione Ladbroke. Il 3 settembre nelle campagne di Cassibile viene firmato l'Armistizio tra l'Italia e gli Alleati. |
| | Dopoguerra |
| 1948 | Nascita del museo di Palazzo Bellomo |
| 1953 | Apre il Syracuse War Cemetery per accogliere le spoglie dei soldati britannici morti durante l'Operazione Ladbroke. Dal 29 agosto al 1º settembre in un'abitazione nel quartiere borgata avviene la lacrimazione di un quadretto della Madonna |
| 1955 | La città accoglie Winston Churchill per una visita ufficiale |
| 1957 | Chiude il Teatro Comunale per problemi statici |
| 1966 | Iniziano i lavori di costruzione del Santuario della Madonna delle lacrime. |
| 1979 | La frazione di Priolo Gargallo si è distaccata divenendo comune a sé stante |
| 1984 | Con decreto dell'assessorato "Territorio Ambiente" della Regione Siciliana viene istituita la Riserva naturale Fiume Ciane e Saline di Siracusa |
| 1985 | La città si mobilita per la visita di Carlo e Lady Diana |
| 1988 | È inaugurata la nuova struttura del Museo Archeologico Regionale Paolo Orsi presso la Villa Landolina. |
| | Anni '90 |
| 1990 | Il 13 dicembre la provincia di Siracusa viene colpita da un terremoto che crea diversi danni, soprattutto agli edifici di Ortigia. |
| 1994 | Il 6 novembre alla presenza di papa Giovanni Paolo II viene inaugurato il Santuario della Madonna delle lacrime. |
| 1998 | È inaugurata la nuova tratta ferroviaria dalla Stazione di Siracusa alla stazione di Targia |
| | Anni 2000 |
| 2004 | Viene ultimata la costruzione del ponte Santa Lucia per agevolare l'ingresso in Ortigia. |
| 2005 | Siracusa assieme al sito di Pantalica diventano sito UNESCO con una cerimonia in cui presenzia il Presidente della Repubblica Carlo Azeglio Ciampi.. Viene istituita l'Area naturale marina protetta del Plemmirio. |
| 2008 | viene inaugurata la pista ciclabile che poi prenderà il nome di Rossana Maiorca |
| 2009 | Il 17 ottobre riapre il museo di palazzo Bellomo dopo un lungo restauro. Dal 22 al 24 aprile Siracusa ospita il G8 ambientale presso il Castello Maniace. |
| 2013 | Siracusa si candida come Capitale Europea della Cultura 2019 ma viene esclusa. |
| 2014 | Demolizione del ponte dei Calafatari. Il Comune finanzia la riqualificazione delle pareti di una scuola tramite alcuni murales in viale Teocrito. |
| 2015 | Viene completato il murales dedicato a Santa Lucia nel quartiere Mazzarona. Il 12 dicembre è stato inaugurato il Parco delle sculture accanto al percorso della pista ciclabile. |
| 2016 | Il 13 marzo viene inaugurata una statua in onore di Archimede e posta al rivellino del ponte Umbertino. |